# Crackerbox Palace
Crackerbox Palace è un brano musicale di George Harrison pubblicato nel suo album Thirty Three & 1/3 del 1976. Pubblicata su 45 giri, con sul lato B Learning How to Love You, dalla Dark Horse Records (numero di cat. DRC 8313), arrivò alla 19ª posizione della classifica Billboard Hot 100 ed della classifica della RPM; in quest'ultimo caso, poche posizioni prima, era presente Maybe I'm Amazed dei Wings. Il brano venne incluso nella raccolta The Best of Dark Horse 1976-1989 mentre il videoclip è stato inserito nel bonus DVD del cofanetto The Dark Horse Years 1976-1992.

## Il brano
Il pezzo venne ispirato dall'incontro di George Harrison con un uomo chiamato George Grief, nel Midem Music Festival del 1975 ed aveva osservato che ricordava il comico Lord Buckley. Per coincidenza, Greif era il manager del comico, ed invitò il musicista, ammiratore di Buckley, a vedere la casa di quest'ultimo a Los Angeles, che indicò come "Crackerbox Palace". Pensando che la frase potesse aiutarlo a comporre un pezzo, George si scrisse il nome su un pacchetto di sigarette, ed in seguito compose l'omonimo pezzo, che contiene riferimenti al comico ed al suo manager.

## Video
Un filmato, per promuovere il singolo, venne trasmesso per la prima volta il 20 novembre 1976, in un episodio di Saturday Night Live. Diretto da Eric Idle, in esso appaiono Harrison, Neil Innes, la sua futura moglie Olivia Arias, e molti altri amici, in una schiera di costumi fantasiosi. Venne girato intorno alla casa dell'ex-Beatle, a Friar Park.

## Formazione
- George Harrison – voce, chitarra slide, chitarra acustica, sintetizzatore, battiti di mani, cori
- Tom Scott – lyricon, sassofono
- Richard Tee – tastiere
- Willie Weeks – basso
- Alvin Taylor – batteria
- Emil Richards – marimba